# Mora (Schweden)

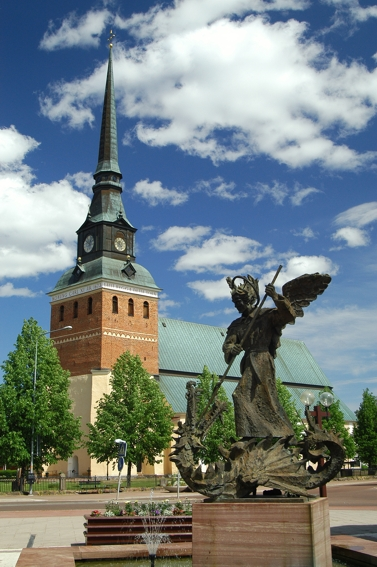
Kirche und Denkmal

Mora ist ein Ort (tätort) in der schwedischen Provinz Dalarnas län und der historischen Provinz Dalarna.
Der Ort ist Hauptort der gleichnamigen Gemeinde und liegt am nördlichen Ende des Sees Siljan.

## Geschichte
Der Ortsname stammt vom altschwedischen Wort mor ab, was in etwa „Wald auf feuchtem Untergrund“ bedeutet. Die Gegend wurde schon frühzeitig bewohnt, was man durch archäologische Funde aus der Vendelzeit und der Wikingerzeit erklärt.
Eine der frühesten, erhaltenen Schlüsselfiedeln stammt aus Mora und wurde im 16. Jahrhundert gebaut.

## Stadtbild
Mora ist ein Industrie- und Fremdenverkehrsort. Hier befindet sich das Haus des Malers Anders Zorn (1860–1920), der in Mora geboren wurde. Das Zornmuseet mit seinen Werken und Arbeiten namhafter internationaler Künstler, sein Haus Zorngården und das Freilichtmuseum Zorns Gammelgård können heute besichtigt werden. Die Einkaufsstraße, das Rathaus, einige Museen befinden sich im Ortsteil Morastrand.

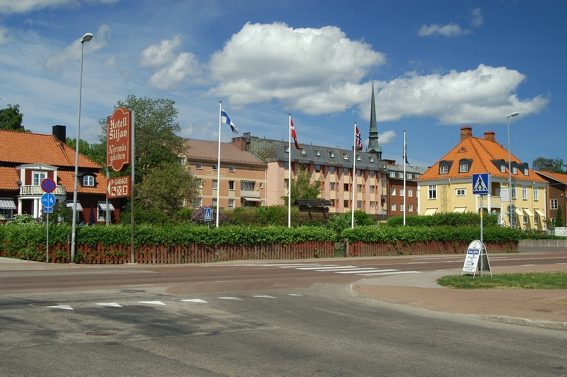
Mora, Zentrum
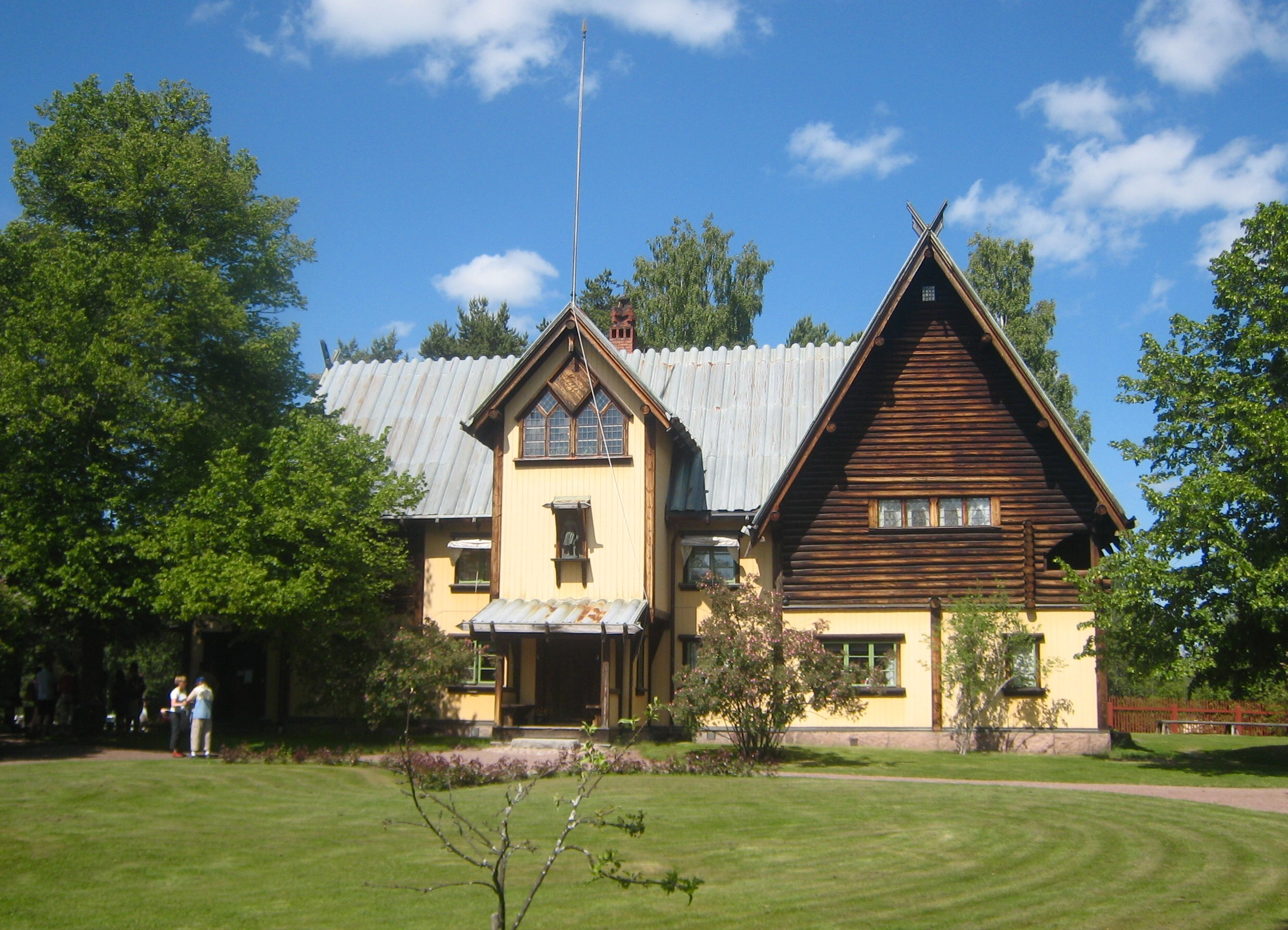
Zorngården in Mora
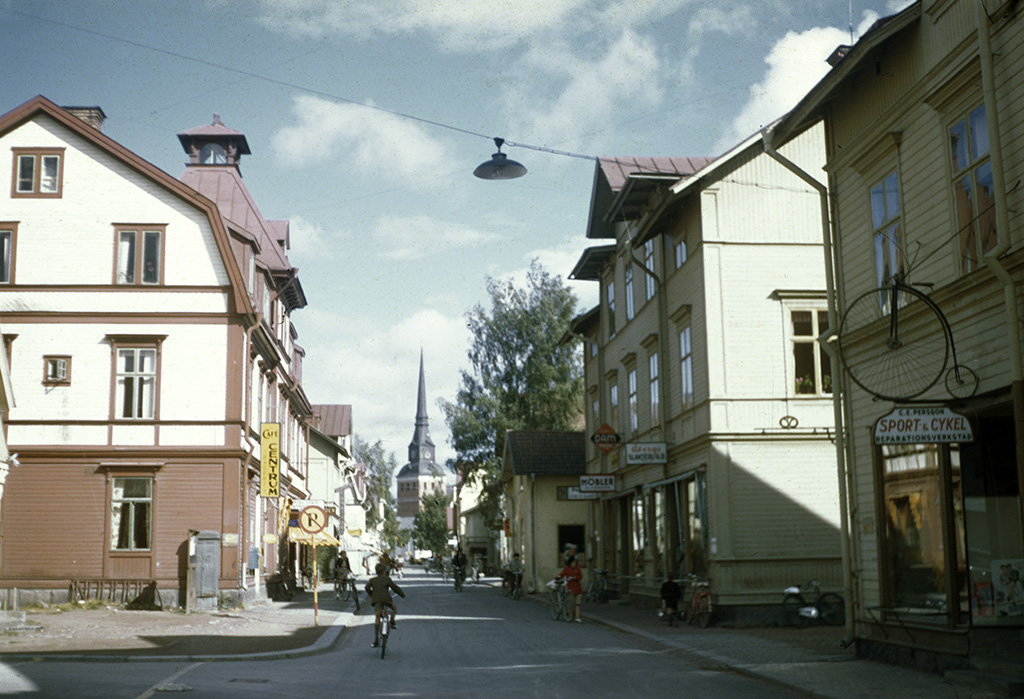
Kyrkogatan (1947)
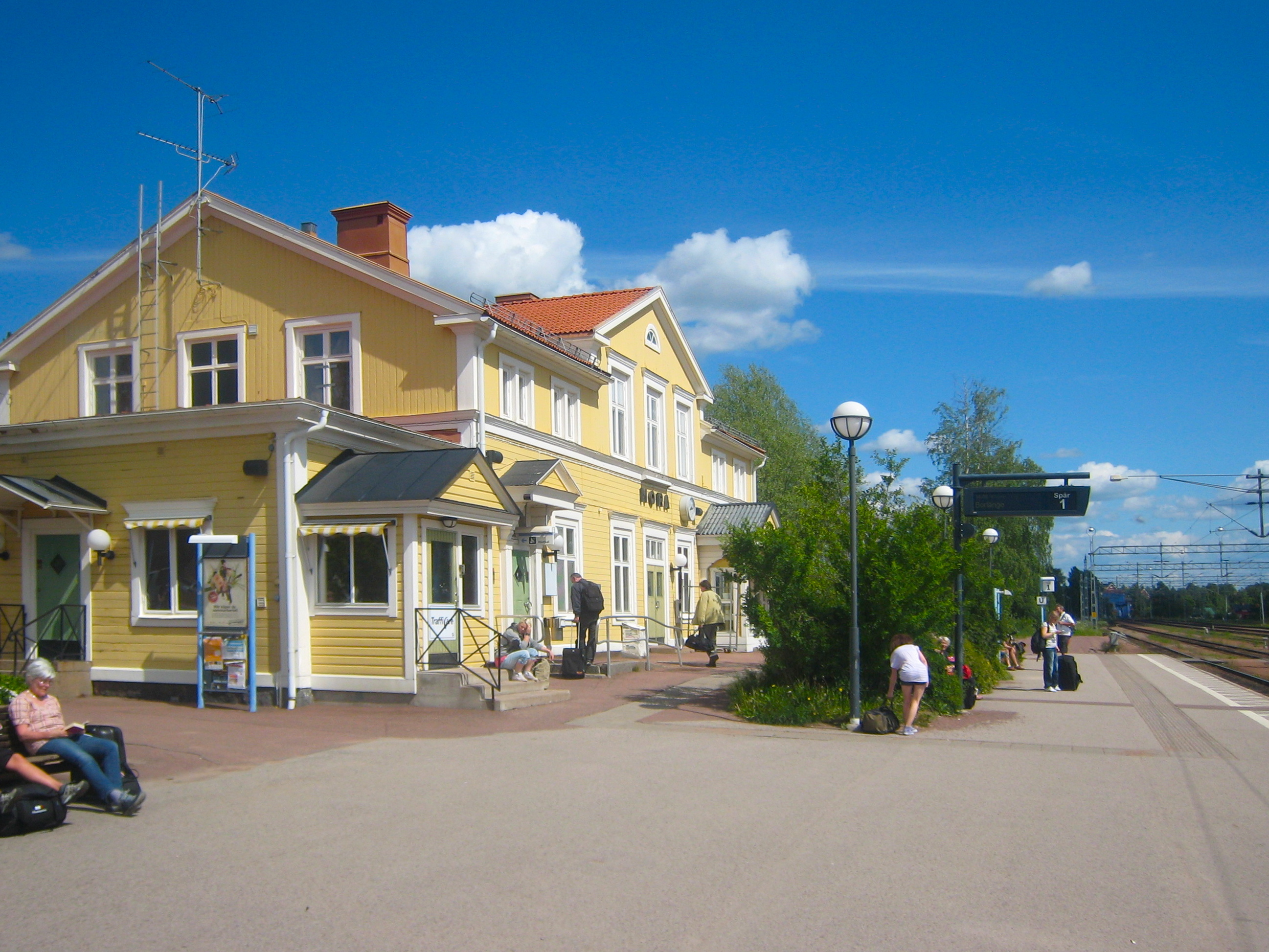
Bahnhof Mora
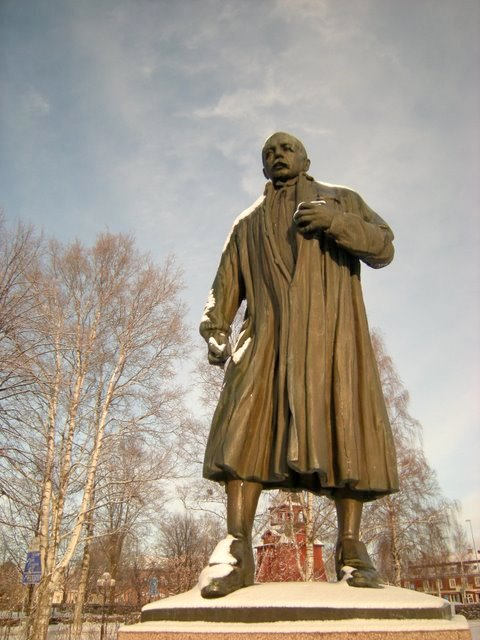
Anders Zorn Statue
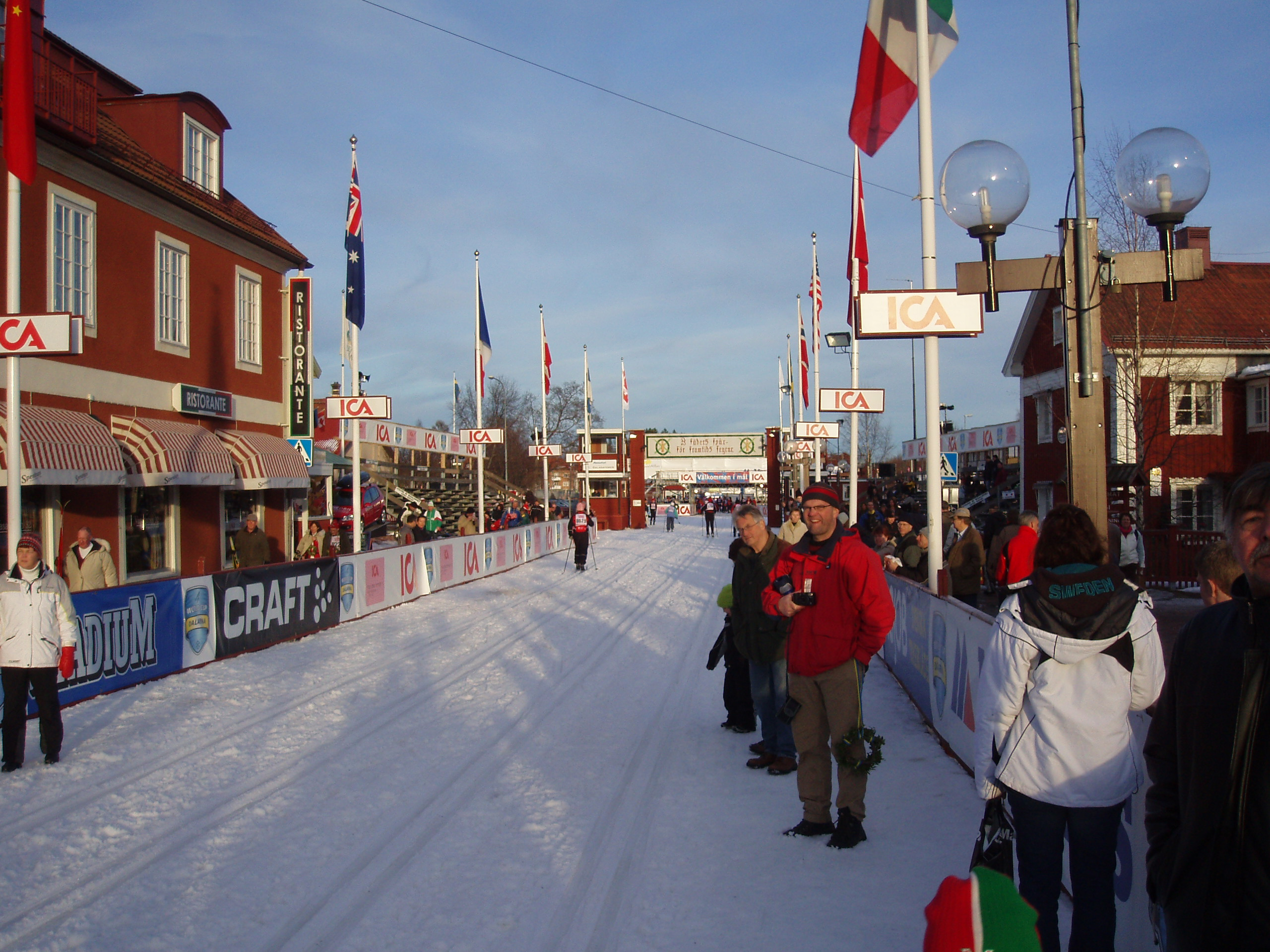
Wasalauf 2006

## Sport
Der 1935 gegründete Eishockeyclub Mora IK hat mehrfach viele Jahre in der höchsten schwedischen Spielklasse verbracht. Die Heimarena des Teams heißt Smidjegrav Arena und wird im Volksmund auch kurz Smidjegrav genannt. Hier findet jedes Jahr um Weihnachten der FM Mattsson Cup, ein Juniorenturnier, statt. Nach dem Aufstieg im Frühjahr 2017 spielte der Verein bis 2019 in der höchsten schwedischen Spielklasse, Svenska Hockeyligan. Seither gehört er erneut der zweiten Spielklasse, der HockeyAllsvenskan, an.
Mora ist auch Zielort des jährlich stattfindenden Wasalaufes, eines 90 Kilometer langen Skilanglaufwettbewerbs.
Die Herrenmannschaft und das Damenteam im Floorball spielen beide in der höchsten schwedischen Liga.

## Verkehr
Mora ist Endstation der Bahnstrecke Mora–Uppsala, auch Dalabanan genannt, einer Bahnstrecke von Stockholm über Uppsala nach Mora.
Mora ist zurzeit der südliche Endpunkt der Inlandsbahn, die von hier aus nach Norden in Richtung Östersund und Gällivare verläuft. Nach Süden in Richtung Kristinehamn fahren die Busse der Inlandsbahn. Es gibt eine kurze Bahnstrecke nach Älvdalen (Älvdalsbahn), die jedoch keinen Reisezugverkehr hat.
In Mora kreuzen sich die in diesem Abschnitt „Kopparleden“ genannte Riksväg 70 von Enköping (westlich von Stockholm) nach Drevsjø in Norwegen und die „Inlandsvägen“ genannte E45 von Göteborg nach Östersund, Gällivare, Karesuando und Alta.
Die Stadt ist über den Flughafen Mora-Siljan (Mora Siljan Flygplats) an den Linienflugverkehr angebunden. Es bestehen regelmäßige Flugverbindungen nach Stockholm zum Flughafen Arlanda.

## Städtepartnerschaften
Partnerstädte Moras sind:
- Changchun, Volksrepublik China
- Die neun Gemeinden der Comunità territoriale della Val di Fiemme (Trentino), Italien
- Mora (Minnesota), USA
- Oberammergau (Bayern), Deutschland
- Vörå-Maxmo (Gemeinde Vörå), Finnland

## Söhne und Töchter der Stadt
- Anders Zorn (1860–1920), Maler, Grafiker und Bildhauer
- Nils Karlsson (1917–2012), Skilangläufer
- Sven-Ivar Seldinger (1921–1998), Radiologe
- Olle Öst (* 1943), Eishockeytrainer
- Håkan Nordin (* 1961), Eishockeyspieler
- Pär Djoos (* 1968), Eishockeyspieler und -trainer
- Jonas Eriksson (* 1969), Eishockeytorwart
- Joacim Cans (* 1970), Sänger der Metal-Band Hammerfall
- Niklas Axelsson (* 1972), Radrennfahrer
- Pontus Ståhlkloo (* 1973), Snowboarder
- Jonas Buud (* 1974), Langstrecken- und Ultramarathonläufer
- Jakob Börjesson (* 1976), Biathlet
- Martin Jansson (* 1978), Eishockeyspieler
- John Nilsson (* 1978), Straßenradrennfahrer
- Jon Olsson (* 1982), Freestyle-Skier und Skirennläufer
- Sebastian Hohenthal (* 1984), schwedischer Rennfahrer
- Hans Olsson (* 1984), Skirennläufer
- Fredrik Holtz (* 1985), Unihockeyspieler
- Michael Forslund (* 1986), Freestyle-Skier
- Anna Wikström (* 1992), Biathletin
- Malte Stefansson (* 2000), Biathlet
- Sara Andersson (* 2003), Biathletin